# Flypaper (film, 1999)
Pour les articles homonymes, voir Flypaper.
Pour plus de détails, voir Fiche technique et Distribution.
Flypaper est un film américain de 1999 mettant en vedette Craig Sheffer, Robert Loggia, Sadie Frost, Talisa Soto et Lucy Liu. Il a été écrit et réalisé par Klaus Hoch.
Il réunit trois histoires distinctes mais interconnectées, se déroulant la même journée en Californie et inspirant les personnages à commettre des actes à la fois sournois et dépravés.

## Synopsis
Un promoteur immobilier et son assistant rendent visite à une jeune fille. Deux voyous dévalisent un laboratoire clandestin de métamphétamine et kidnappent une laborantine. Un homme sur le point de se marier se fait draguer par une belle jeune femme. Ces trois histoires, sans lien apparent, vont pourtant mettre ces personnages dans des situations loufoques et dangereuses au cours d'une journée ensoleillée de Californie.

## Fiche technique
- Titre original et français : Flypaper
- Réalisation : Klaus Hoch
- Scénario : Klaus Hoch
- Décors : Simon Dobbin
- Costumes : Barcie Waite
- Maquillage : Juliet Loveland
- Photographie : Jürgen Baum
- Son : Ulrika Akander, Fred Clemons et Steve Sollars
- Montage : Susan R. Crutcher
- Production : David R. Ginsburg (producteur), Leanne Moore (productrice) et Mark Romano (coproducteur)
- Société de production : Citadel Entertainment
- Sociétés de distribution : Premiere World (Allemagne) ; Trimark Pictures (États-Unis)
- Pays d'origine :  États-Unis
- Langue originale : anglais
- Formats : Couleur - 35 mm
- Genres : Comédie et thriller
- Durée : 108 minutes
- Dates de sortie[1] :
  - Royaume-Uni : 18 juillet 1999, 23 octobre 1992 (sortie nationale)
  - Allemagne : 5 décembre 1999 (TV)
  - États-Unis : 27 juin 2000 (DVD)
- Classification : R (Restricted) aux États-Unis (en raison de la violence et du langage)[N 1]

## Distribution
- Craig Sheffer : Bobby Ray
- Robert Loggia : Marvin
- Sadie Frost : Natalie
- John C. McGinley : Joe
- Illeana Douglas : Laura
- Sal Lopez : Léon
- Shane Brolly : Jack
- Talisa Soto : Amanda
- Lucy Liu : Dot
- James Wilder : Jerry
- Jeffrey Jones : Roger
- Julie White : Cindy